# İdman Ocağı Spor Kulübü 2015-2016 (pallavolo femminile)
Questa voce raccoglie le informazioni riguardanti l'İdman Ocağı Spor Kulübü nelle competizioni ufficiali della stagione 2015-2016.

## Organigramma societario
Area direttiva
- Presidente: Mehmet Öz

Area tecnica
- Allenatore: Gökhan Çokşen
- Allenatore in seconda: Coşkun Karadeniz
- Assistente allenatore: İzzet Alkılınç
- Scoutman: Yavuz Kaya

## Rosa
| N° | Nome                | Ruolo | Data di nascita   | Nazionalità sportiva |
| -- | ------------------- | ----- | ----------------- | -------------------- |
| 1  | Gizem Giraygil      | P     | 8 maggio 1986     | Turchia              |
| 2  | Sinem Yıldız        | C     | 12 aprile 1986    | Turchia              |
| 3  | Sanja Malagurski    | S     | 8 giugno 1990     | Serbia               |
| 4  | Beyza Arıcı         | C     | 27 luglio 1995    | Turchia              |
| 5  | Irmak Gürsoy        | L     | 25 febbraio 1991  | Turchia              |
| 6  | Duygu Sipahioğlu    | C     | 31 ottobre 1979   | Turchia              |
| 7  | Jelena Blagojević   | S     | 1º dicembre 1988  | Serbia               |
| 8  | Dilara Bilge        | O     | 20 agosto 1990    | Turchia              |
| 9  | Deniz Hakyemez      | S     | 3 febbraio 1983   | Turchia              |
| 10 | Necla Güçlü         | L     | 16 settembre 1974 | Turchia              |
| 11 | Ceren Çınar         | P     | 9 settembre 1992  | Turchia              |
| 13 | Kremena Kamenova    | S     | 21 maggio 1988    | Bulgaria             |
| 14 | Emel Çelikpazı      | C     | 6 gennaio 1983    | Turchia              |
| 16 | Agnieszka Śrutowska | P     | 30 agosto 1978    | Polonia              |
| 18 | Gizem Saka          | S     | 13 marzo 1992     | Turchia              |
| 20 | Sonja Milanović     | O     | 11 gennaio 1992   | Bosnia ed Erzegovina |

## Statistiche

### Statistiche di squadra
| Competizione     | Punti | In casa | In casa | In casa | In trasferta | In trasferta | In trasferta | Totale | Totale | Totale |
| Competizione     | Punti | G       | V       | P       | G            | V            | P            | G      | V      | P      |
| ---------------- | ----- | ------- | ------- | ------- | ------------ | ------------ | ------------ | ------ | ------ | ------ |
| Voleybol 1. Ligi | 15    | 11      | 4       | 7       | 11           | 0            | 11           | 28     | 8      | 20     |
| Challenge Cup    | -     | 6       | 5       | 1       | 6            | 5            | 1            | 12     | 10     | 2      |
| Totale           | -     | 17      | 9       | 8       | 17           | 5            | 12           | 40     | 18     | 22     |

G = partite giocate; V = partite vinte; P = partite perse

### Statistiche dei giocatori
| Giocatore     | Voleybol 1. Ligi | Voleybol 1. Ligi | Voleybol 1. Ligi | Voleybol 1. Ligi | Voleybol 1. Ligi | Challenge Cup | Challenge Cup | Challenge Cup | Challenge Cup | Challenge Cup | Totale | Totale | Totale | Totale | Totale |
| Giocatore     | P                | PT               | AV               | MV               | BV               | P             | PT            | AV            | MV            | BV            | P      | PT     | AV     | MV     | BV     |
| ------------- | ---------------- | ---------------- | ---------------- | ---------------- | ---------------- | ------------- | ------------- | ------------- | ------------- | ------------- | ------ | ------ | ------ | ------ | ------ |
| B. Arıcı      | 24               | 115              | 49               | 46               | 20               | 12            | 80            | 37            | 27            | 16            | 36     | 195    | 86     | 73     | 36     |
| D. Bilge      | 27               | 247              | 199              | 30               | 18               | 10            | 49            | 34            | 9             | 6             | 37     | 296    | 233    | 39     | 24     |
| J. Blagojević | 28               | 316              | 288              | 12               | 16               | 12            | 124           | 103           | 8             | 13            | 40     | 440    | 391    | 20     | 29     |
| E. Çelikpazı  | 5                | 0                | 0                | 0                | 0                | 1             | 1             | 1             | 0             | 0             | 6      | 1      | 1      | 0      | 0      |
| C. Çınar      | 19               | 6                | 1                | 1                | 4                | 5             | 1             | 0             | 0             | 1             | 24     | 7      | 1      | 1      | 5      |
| G. Giraygil   | 26               | 32               | 13               | 12               | 7                | 8             | 8             | 1             | 4             | 3             | 34     | 40     | 14     | 16     | 10     |
| N. Güçlü      | 25               | 4                | 4                | 0                | 0                | 11            | 0             | 0             | 0             | 0             | 36     | 4      | 4      | 0      | 0      |
| I. Gürsoy     | 12               | 0                | 0                | 0                | 0                | 5             | 0             | 0             | 0             | 0             | 17     | 0      | 0      | 0      | 0      |
| D. Hakyemez   | 19               | 78               | 70               | 3                | 5                | 9             | 20            | 18            | 1             | 1             | 28     | 98     | 88     | 4      | 6      |
| K. Kamenova   | 20               | 147              | 129              | 11               | 7                | 10            | 118           | 87            | 18            | 13            | 30     | 265    | 216    | 29     | 20     |
| S. Malagurski | 27               | 434              | 346              | 53               | 35               | 12            | 183           | 148           | 23            | 12            | 39     | 617    | 494    | 76     | 47     |
| S. Milanović  | 4                | 9                | 8                | 1                | 0                | -             | -             | -             | -             | -             | 4      | 9      | 8      | 1      | 0      |
| G. Saka       | 9                | 1                | 0                | 0                | 1                | 1             | 0             | 0             | 0             | 0             | 10     | 1      | 0      | 0      | 1      |
| D. Sipahioğlu | 25               | 86               | 55               | 23               | 8                | 6             | 22            | 14            | 4             | 4             | 31     | 108    | 69     | 27     | 12     |
| A. Śrutowska  | 19               | 32               | 18               | 9                | 5                | 10            | 21            | 12            | 3             | 6             | 29     | 53     | 30     | 12     | 11     |
| S. Yıldız     | 28               | 210              | 130              | 61               | 19               | 12            | 75            | 51            | 18            | 6             | 40     | 285    | 181    | 79     | 25     |

P = presenze; PT = punti totali; AV = attacchi vincenti; MV = muri vincenti; BV = battute vincenti